# Oval Four
Les Oval Four sont quatre hommes noirs - Winston Trew, Sterling Christie, George Griffiths et Constantine "Omar" Boucher - arrêtés par la police à la station de métro Oval en mars 1972. Ils sont soupçonnés sans preuve d'avoir volé les sacs à main des passagers. Les quatre hommes sont détenus une nuit et leur procès dure cinq semaines. Ils sont tous reconnus coupables d'agressions contre des policiers et de tentative de vol en novembre 1972 et sont condamnés à deux ans de prison. Christie est également reconnu coupable d'avoir volé le sac à main d'une policière.
Les quatre hommes font appel, mais celui-ci échoue,.
L'officier responsable de leur arrestation, qui est également le principal témoin à charge lors de leur procès ultérieur - le sergent-détective Derek Ridgewell de la police britannique des transports - est par la suite jugé et condamné pour complot de vol au Royal Mail en 1980.

## Affaire
Les Oval Four, à l'origine arrêtés pour soupçon de vol de sac à main, sont finalement reconnus coupables d'agressions contre des policiers et de tentative de vol en novembre 1972 et sont condamnés à deux ans de prison. Les quatre hommes sont tous âgés de 19 à 23 ans lorsqu'ils sont arrêtés par la police enquêtant sur la criminalité dans le métro de Londres.Selon la Commission de révision des affaires criminelles (CCRC), Ridgewell - en charge d'un groupe d'agents d'infiltration connu sous le nom de Northern Line "Mugging Squad" - le sergent-détective responsable de leur arrestation, est connu pour affronter de jeunes hommes noirs dans les stations de métro, les accuser de vol, puis les arrêter pour avoir résisté à l'arrestation, ce qu'il appuie avec des remarques fictives et incriminantes du prisonnier. S'ils résistent, une accusation d'agression contre un policier est ajoutée à l'acte d'accusation.
À la suite de l'appel mené par John Platts-Mills, Conseiller du roi, les peines des quatre hommes sont réduites à huit mois, bien que les condamnations elles-mêmes soient confirmées. Lord Justice Haymes déclare que la réduction de peine ne réduit pas la gravité de leurs crimes.
La procédure d'accusation d'agression contre des policiers est fréquemment utilisée contre des personnes noires dans les années 1970 au Royaume-Uni : c'est le cas également lors des procès des Mangrove Nine, des Old Bailey Three et des Stockwell Six. Cela conduit à un certain nombre d'affaires médiatisées, qui attirent l'attention après qu'un juge a rejeté l'affaire Ridgewell contre deux étudiants jésuites étudiant à l'Université d'Oxford. Le juge Gwynn Morris dit : "Je trouve terrible qu'ici à Londres, les gens qui utilisent les transports en commun se fassent abattre par des policiers sans un mot". À la suite de l'effondrement de l'affaire, Ridgwell est transféré dans une unité enquêtant sur le vol de sacs postaux ; cependant, il en profite pour s'associer à des voleurs qui volent les sacs et partagent les bénéfices avec lui. Il est jugé en 1980 pour complot de vol au Royal Mail en 1980. Il est comdamné à une peine de sept ans. Il meurt à la prison de Ford deux ans plus tard,.

## Campagne pour la justice et annulation de la condamnation
Durant les décennies suivantes, une campagne se développe pour que les condamnations des personnes noires soient réexaminées. Des manifestations et des réunions publiques sont organisées à la mairie de Lambeth. À la suite de la corruption de Ridgewell, l'affaire des quatre hommes est renvoyée devant la Cour d'appel en octobre 2019, qui indique que l'affaire examinera « l'intégrité » de Ridgewell. Un certain nombre d'autres affaires de Ridgewell sont portées devant la cour d'appel, comme celle de l'homme d'affaires Stephen Simmons, qui a également été victime d'un coup monté,. La CCRC soutient l'appel de Trew et Christie, mais n'est pas en mesure de découvrir où se trouvent Griffiths ou Boucher, qu'elle croit avoir émigré plus tard cette décennie. Elle déclare que leurs dossiers restent disponibles pour être poursuivis en appel s'ils en font la demande. Elle procède à la saisine de ces dossiers car elle déclare que "la commission considère qu'il existe une possibilité réelle que le tribunal annule la condamnation sur la base de nouvelles preuves et arguments concernant l'intégrité de DS Ridgewell." Elle dit aussi que l'appel a une "signification potentielle" pour les autres personnes condamnées à la suite d'enquête ou de témoignage de Ridgewell.
Leurs condamnations sont annulées le 5 décembre 2019 par le Lord Chief Justice, Lord Burnett, dans un jugement rendu aux côtés de Mme la juge McGowan et de Sir Roderick Evans. Burnett déclare que la cour d'appel teconnaît "une accumulation de preuves qui souligne le manque de fiabilité fondamentale des preuves fournies par DS Ridgewell ... et d'autres de ce groupe de spécialistes".
En novembre 2021, Lucy D'Orsi, la constable en chef de la police britannique des transports (PBT), présente ses excuses à la communauté noire du Royaume-Uni "pour le traumatisme subi par la communauté africaine britannique à travers les actions criminelles" de Ridgewell, ajoutant que "en particulier, il est de regret que nous n'ayons pas agi plus tôt pour mettre fin à sa criminalisation des Africains britanniques, qui a conduit à la condamnation d'innocents », et déclare que ses actions ne « définissent pas la PBT d'aujourd'hui ».

## Cas connexes
Le procès similaire « Stockwell Six » impliquait également Derek Ridgewell.

## Remarques
1. ↑  Formerly of the British South Africa Police[4].
2. ↑  The Guardian notes, for context, that "At the time, mugging was a high-profile issue and routinely blamed on young black men"[4].
3. ↑  Other cases overturned were those of the Waterloo Four, the Stockwell Six and the Tottenham Court Road Two[5].
4. ↑  When the Prison Governor asked Ridgewell how his career had ended up as it had, the ex-officer replied "I just went bent"[4].
5. ↑  Simmons was approached and arrested while sitting in a car with three other white men in south London[5].

## Lectures complémentaires
- Winston Trew. Noir pour une cause. . . Pas seulement parce que. . .: Le cas du 'Oval 4' et l'histoire qu'il raconte du Black Power dans les années 1970. (2015) (ISBN 9781513602080)